# Chiltern Railways

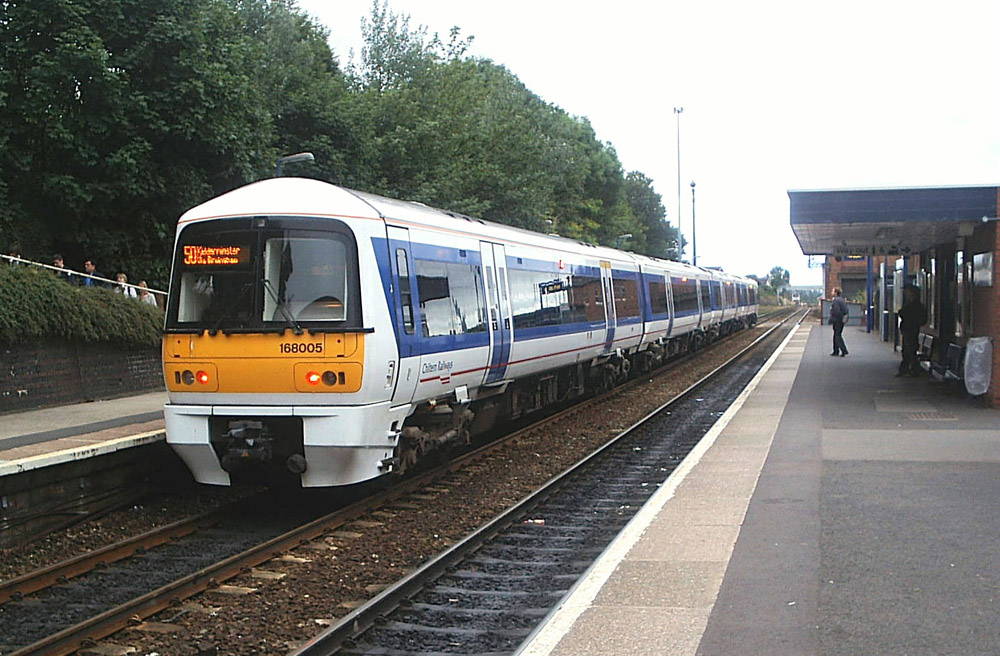
Rame Classe 168 Clubman 175 en gare de Kidderminster

Chiltern Railways est une entreprise ferroviaire britannique. Créée lors de la privatisation de British Rail en 1996, elle exploite des services de grandes lignes à partir de la gare de Marylebone à Londres, à destination d'Aylesbury et de Birmingham Snow Hill. À l'origine, la ligne fut concédée à une entreprise créée par des cadres de British Rail qui géraient la ligne, mais depuis 2003 elle est devenue une filiale à 100 % de Laing Rail, qui détenait une part minoritaire à la privatisation. En 2002 a commencé une nouvelle concession de 20 ans qui promet des investissements significatifs sur la ligne.
Depuis 2007, elle est la propriété de DB Regio elle-même devenue en 2011 une filiale d'Arriva (groupe Deutsche Bahn).
Selon les statistiques de ponctualité en heures de pointe publiées par la Strategic Rail Authority, c'est la 5e entreprise parmi les entreprises concessionnaires les plus ponctuelles.

## Lignes
Chiltern exploite quatre lignes :
- Chiltern Main Line
- London to Aylesbury Line
- Princes Risborough to Aylesbury Line
- Leamington to Stratford Line

La ligne de Londres à Birmingham empruntée par Chiltern Railways passe par  High Wycombe, Bicester, Banbury, Leamington Spa, Warwick et Solihull. La ligne vers Aylesbury via Amersham emprunte en partie les voies de la ligne Metropolitan Line du métro de Londres entre Harrow-on-the-Hill et Amersham.
Certains trains continuent au-delà de Birmingham Snow Hill vers  Stourbridge ou Kidderminster, où se trouve le point de départ du train à vapeur préservé du Severn Valley Railway. Certains week-ends d'été des trains spéciaux sont prolongés d'Aylesbury jusqu'aux installations du Buckinghamshire Railway Centre à Quainton, non loin au sud de Verney Junction.

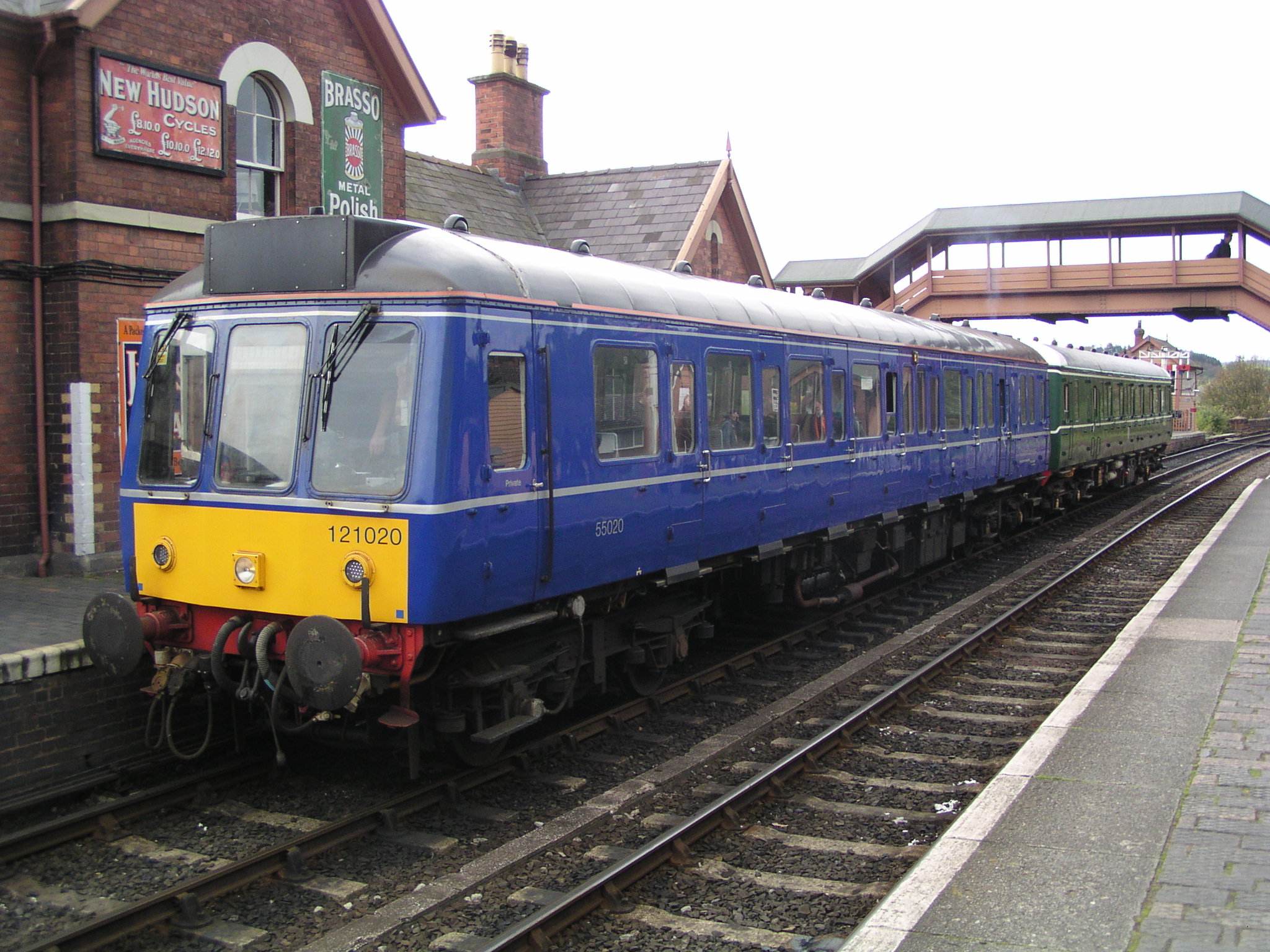
Rame Classe 121 Bubble Car sur la navette Aylesbury - Princes Risborough

Un service de navettes circule sur la branche d'Aylesbury à Princes Risborough de la ligne de Birmingham via High Wycombe.
Chiltern Railways a également repris l'exploitation de la branche Leamington Spa - Stratford-upon-Avon.

## Matériel roulant
Chiltern Railways dispose d'un parc moderne de rames Classe 165  Turbo et Classe 168 Clubman Les rames Turbo sont actuellement en phase de modernisation dans les usines Bombardier d'Ilford. Chiltern exploite également une seule rame Classe 121 Bubble Car sur sa navette Aylesbury - Princes Risborough.

## L'accident de Gerrards Cross
Un tunnel en construction près de la gare de Gerrards Cross pour permettre la construction d'un nouveau magasin Tesco s'est effondré à 19 h 30 le 30 juin 2005. Personne ne fut blessé mais la ligne est restée fermée plus de six semaines avant de rouvrir le 20 août 2005. Les compensations versées par Tesco à Chiltern s'élèveraient au moins à 8,5 millions de livres et le distributeur s'est engagé à financer une campagne dans les médias pour regagner la clientèle perdue pendant la fermeture de la ligne.

## Critiques
Chiltern Railways a été salué par beaucoup comme « le meilleur exploitant du réseau ». Toutefois, tandis que la ligne de Banbury à Birmingham a vu ses fréquences augmentées et sa fiabilité améliorée, avec des trains  plus agréables et une affluence limitée, la ligne de Marylebone à Aylesbury (via Amersham) a fait l'objet de critiques pour ses retards fréquents et pour la saleté et la suroccupation des trains.
Ils ont eu aussi quelques difficultés avec leur personnel de vente, semble-t-il insuffisamment formé pour émettre certains titres.

## Avenir
Il existe différents projets
- Tous les services en provenance ou à destination de la gare de Birmingham Snow Hill pourraient être exploités par Chiltern Railways à partir de 2007.
- Construction d'un point d'échange à West Hampstead pour permettre des échanges faciles avec les lignes Silverlink, Jubilee Line, Metropolitan Line et Thameslink.
- Construction d'une nouvelle ligne ferroviaire d'Oxford à Princes Risborough, qui doublerait la liaison Oxford Paddington.
- Réouverture au service voyageurs de la ligne Aylesbury - Bedford via Milton Keynes.
- Ouverture d'une ligne ferroviaire d'Aylesbury vers un parc relais près de Rugby.
- Réouverture de la ligne Oxford - Bedford. Ce tronçon ferait partie d'un futur East-West Railway.
- Construction d'une antenne au sud de Gerrards Cross suivant un tracé juste à l'est de l'autoroute M25 vers Heathrow. Cela créerait une liaison directe entre Birmingham et le plus grand aéroport britannique.